# مشونش
مشونش (به عربی: مشونش) یک شهرداری در الجزایر است که در ناحیه مشونش واقع شده‌است. مشونش ۵۰۶٫۹۲ کیلومتر مربع مساحت و ۱۰٬۱۰۷ نفر جمعیت دارد.